# Working Man (film)
Working Man (v originále A Working Man) je americký akční thriller z roku 2025, který režíroval David Ayer, jenž je spolu se Sylvesterem Stallonem autorem scénáře. Film je natočen podle románu Levon's Trade z roku 2014 od Chucka Dixona. V hlavních rolích se představí Jason Statham, Michael Peña a David Harbour.
Film byl uveden do kin ve Spojených státech společností Amazon MGM Studios prostřednictvím Metro-Goldwyn-Mayer a celosvětově společností Warner Bros Pictures 28. března 2025. Film získal smíšené hodnocení kritiků a celosvětově vydělal 79 milionů dolarů. 

## Děj
Levon Cade, bývalý příslušník britských Royal Marines, nyní pracuje jako vedoucí stavebního týmu. Je blízkým přítelem rodiny Garcia, která firmu vlastní. Když jejich dospívající dcera Jenny zmizí, Levon zjistí, že byla unesena ruskými obchodníky s bílým masem.
Za únosem stojí ruská Bratva, vedená Symonem Kharchenkem. Poté, co Levon zabije vysoce postaveného kapitána Wola Kolisnyka, Symon na něj pošle své syny Danyu a Vanka. Levon se vydává za překupníka, aby se dostal k Dimimu, Woloho synovi, který řídí obchodování s lidmi.
Jenny mezitím bojuje o přežití. Když ji chtějí prodat zákazníkovi, ukousne mu kus tváře, čímž si zachrání život – klient si ji totiž chce "vyzkoušet" později. Levon je mezitím chycen Danyou a Vankem, ale podaří se mu je oba zabít. Symon tak přijde o syny a situace se pro něj stává osobní.
Levon ukryje svou dceru Merry u bývalého spolubojovníka Gunnyho, protože gang se dozvídá, kdo je Levon doopravdy. S pomocí Dimimiho najde Levon sídlo, kde drží Jenny. Po jeho smrti Levon postupně likviduje všechny členy gangu – včetně motorkářského gangu a jejich šéfa.
Nakonec najde Jenny, zabije klienta a Viper, jednoho z únosců, zatímco Jenny sama zabije svou trýznitelku Artemis. Levon zabije posledních pár mužů a s Jenny uteče.
Symon se pokusí připravit odvetu, ale jeho vlastní bratr mu oznámí, že v tom zůstane sám – nikdo z Bratvy se do jeho války s Levonem nebude míchat.
Levon přivede Jenny zpět její rodině a vrací se za svou dcerou a Gunnym.

## Obsazení
- Jason Statham jako Levon Cade, bývalý člen královské námořní pěchoty, nyní stavební mistr.
- Jason Flemyng jako Wolo Kolisnyk, kapitán ruské mafie
- Merab Ninidze jako Jurij
- Maximilian Osinski jako Dimi Kolisnyk
- Cokey Falkow jako Dougie, bývalý příslušník speciálních jednotek, nepochopený, ale zlotřilý poskok
- Michael Peña jako Joe Garcia, Levonův šéf
- David Harbour jako Gunny Lefferty, slepý bývalý příslušník námořní pěchoty a Levonův přítel
- Noemi Gonzalez jako Carla Garcia, matka Jenny
- Arianna Rivas jako Jenny Garcia, Joeova dcera, kterou unesou
- Emmett J. Scanlan jako Viper
- Eve Mauro jako Artemis
- Isla Gie jako Merry Cade, mladá dcera Levona Cadea, která žije s dědečkem od smrti své matky
- Kristina Poli jako Světlana Kolisnyk
- Andrej Kaminsky jako Symon Charčenko
- Greg Kolpakchi jako Danya Charčenko
- Piotr Witkowski jako Vanko Charčenko
- Chidi Ajufo jako Dutch
- Ricky Champ jako Nestor
- Max Croes jako Karp
- Kenneth Collard jako pan Broward
- Richard Heap jako Jordan Roth, Merryho dědeček
- Joanna DeLane jako Joyce Leffertyová
- David Witts jako barman Johnny
- Wayne Gordon jako Tobias Garret
- Sophie Craigová jako Caroline Dupreeová
- Alana Boden jako Nina
- Jade Coatsworth jako Chantel